# Cytel
Cytel ist ein US-amerikanischer Dienstleister für klinische Studien und Hersteller von Software für Statistik und Biotechnologie mit Sitz in Cambridge (Massachusetts). 
Cytel wurde 1987 von Cyrus Mehta und Nitin Patel, Mitglieder der American Statistical Association,  gegründet.
Cytel bietet Dienstleistungen, die mit klinischen Studien zusammenhängen. Dies umfasste zuerst Auftragsforschung und das Erstellen von Studiendesigns, mittlerweile verstärkt das Entwickeln von Software, statistischen Auswertungen von Studien sowie Schulungsangeboten.
Die Software beinhaltet adaptive Designs von Studien, Software für Data Monitoring Committees und für die Probandenauswahl. Die Produkte von Cytel werden von der Food and Drug Administration verwendet. Im Einzelnen sind dies East (Studiendesignsimulation und -auswahl), Compass  (Studiendesign und Bestimmung passender Dosen in adaptiven Designs), StatXact (Inferenzstatistik und Poweranalyse), LogXact (verschiedene Verfahren der Regressionsanalyse).
Die Produktentwicklung findet in Pune (Indien) statt.